# Taeniochromis holotaenia
Taeniochromis holotaenia è l'unico membro noto del genere Taeniochromis. È una specie di ciclidi haplochromini endemica del Lago Malawi nell'Africa Orientale, dove è largamente diffusa a profondità comprese fra i 7 e i 61 metri. Questo pesce può raggiungere una lunghezza di 22 centimetri (lunghezza totale). È anche impiegato come pesce da acquario.